# Kuksema
Kuksema – wieś w Estonii, w prowincji Järva, w gminie Järva-Jaani.